# Amblyxena enopias
Amblyxena enopias är en fjärilsart som beskrevs av Edward Meyrick 1914. Amblyxena enopias ingår i släktet Amblyxena och familjen säckmalar. Inga underarter finns listade i Catalogue of Life.